# 微技术

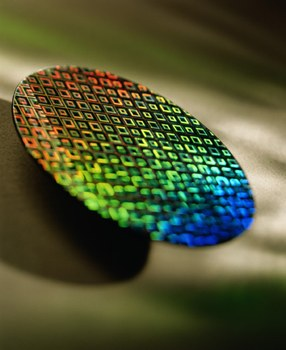
一块蚀刻硅片

微技术（英語：Micro-technology）包含了微機電感測和控制、驅動元件製程開發技術、微機電系統整合技術、射頻(RF MEMS)、光學（Optical MEMS）、生物醫學（Bio MEMS）、電腦與週邊（Computer Peripheral MEMS）微機電系統研究。